# God Save the Queen (Sex Pistols-dal)
A God Save the Queen a Sex Pistols angol punk együttes második kislemeze, amely 1977. május 27-én jelent meg. A dal szerepelt az együttes egyetlen lemezén. A kislemez II. Erzsébet brit királynő uralkodásának 25. évfordulójakor jelent meg. Szövege és borítója vitatottak voltak, mind a BBC, mind pedig Independent Broadcasting Authority elutasította a sugárzását.
A dal a New Musical Express listájának élére került, a brit kislemezlistán azonban csak a második lett. Többen feltételeztek manipulációt a hivatalos adatokkal, hogy a dal ne kerülhessen a lista élére.

## Áttekintés
A kislemezt megjelenésekor a királynő és a monarchia elleni támadásnak tartották. A dal címe megegyezik az Egyesült Királyság himnuszáéval. Nagy port elsősorban a királynő "fasiszta rezsime" kifejezés, valamint a "nincs jövő Anglia álmodozásában" (There is no future in England’s dreaming) sorok kavartak.
Habár sokan feltételezik, hogy a dal a királynő uralkodásának 25. évfordulójára íródott, az együttes tagjai ezt tagadták. Paul Cook így nyilatkozott: "Nem kifejezetten a királynő évfordulós ünnepségére készült. Akkor még nem is tudtunk róla, hogy jubilál. Nem azért kínlódtuk ki magunkból, mert feltett szándékunk volt, hogy sokkoljuk az embereket." Johnny Rotten a következőképp magyarázta a szöveget: "Nem azért írod meg a God Save the Queent, mert gyűlölöd az angol népet. Azért írsz meg egy ilyen dalt, mert szereted őket, és eleged van abból, hogy rosszul bánnak velük."John Lydon: God Save The Queen… (angol nyelven) (html). johnlydon.com, 2007. október 8. (Hozzáférés: 2013. január 15.) Célja felébreszteni az angol munkásosztály iránt érzett szimpátiát és a monarchizmus általános elutasítását.
1977. június 7-én — a jubileumi ünnepségek napján — az együttes megpróbálta lejátszani a dalt a The Queen Elizabeth hajón a Westminster-palota mellett. Egy dulakodás után tizenegy embert, köztük a zenekar rajongóit tartóztattak le, amikor a hajó kikötött.
A dal a Brit kislemezlista második helyére jutott (a listát Rod Stewart I Don’t Want to Talk About Itje vezette), habár több vélemény szerint valójában ebből a kislemezből kelt el a legtöbb példány, és csak a sértés elkerülése miatt tartották vissza az első helytől. Ezt a feltételezést sem megerősíteni, sem elutasítani nem sikerült. Az New Musical Express nem hivatalos kislemezlistáján az első helyre került. A dalt a BBC és az Internet Broadcasting Authority is betiltotta.
A "nincs jövő" kifejezés a punk rock mozgalom egyik jelmondata lett. A dalszöveg adta Jon Savage 1991-es díjnyertes Sex Pistols-biográfiájának címét, az England's Dreaminget.
Mielőtt az együttes a Virginhez szerződött, a God Save the Queen néhány példánya megjelent az A&M Records gondozásában. Ezek ma a legértékesebb brit zenei kiadványok közé tartoznak. 2006-ban az egyik ilyen kislemez 13 000 angol fontért kelt el. Az A&M-es változat B-oldalán a No Feeling hallható, a No Feelings egy korai változata (a dal később szerepelt az együttes albumán). A Record Collector minden idők legértékesebb kislemezének nevezte az A&M-kiadványt.
A God Save the Queen 173. lett a Rolling Stone magazin minden idők 500 legjobb dalát felsorakoztató listáján. A Sounds az 1977-es év legjobb kislemezének nevezte. 1987-ben a dal a 18. lett az New Musical Express szerzőinek minden idők 150 legjobb kislemezének listáján. 2002-ben a Q magazin "The 50 Most Exciting Tunes Ever..." listájának élére került, a "100 dal, ami megváltoztatta a világot" listán pedig a 3. lett (2003-ban). 2007-ben az NME egy felhívást tett közzé az olvasóinak, hogy vegyék meg vagy töltsék le a lemezt október 8-án, így juttatva azt a brit kislemezlista élére, de végül csak a 42. lett. 2010-ben a New Statesman "A 20 legjobb politikai dal" közé sorolta.
2010-ben a PRS for Music felmérésén a dal bekerült minden idők 10 legellentmondásosabb dala közé.
2012-ben bejelentették, hogy a kislemez újra megjelenik 2012. május 28-án, az eredeti megjelenés 35. évfordulóján, és Erzsébet királynő gyémántjubileumán. Lydon kifejezésre juttatta ellenérzését az új kiadás és az azt övező kampány iránt: "Szeretnék nyomatékosan elhatárolódni az elmúlt eseményektől és a God Save the Queen number-one helyezésre juttatásának kampányától. Ez a kampány teljesen aláássa mindazt, amiért a The Sex Pistols kiállt. Ez egyáltalán nem személyes tervem vagy célom. Büszke vagyok arra, amit a The Sex Pistols elért, mindig az leszek, de ez a kampány teljesen aláássa mindazt, amiért a The Sex Pistols kiállt. Ez nem az én kampányom. Örülök, hogy a Sex Pistols felvételei ismét elérhetővé válnak egy új generációnak, de nem kívánok részt venni abban a cirkuszban, amit kiépítettek köré." A 2012-es kiadás végül a 80. helyig jutott.
A dal hallható a Journey along the Thames című kétperces film alatt, amelyet a 2012. évi nyári olimpiai játékok nyitóünnepségén játszottak le (a rendezvényt a királynő nyitotta meg). A dal alatt a kamera végighalad azon az útvonalon, amelyen a The Queen Elizabeth hajó ment végig (a Tower Bridge és Westminster között).

## Borító
A borító, amely II. Erzsébet királynő megrongált képét ábrázolja, Jaime Reid alkotása. 2001-ben a Q magazin minden idők legjobb borítójának nevezte.

## Feldolgozások
A dalt több együttes feldolgozta, köztük a Motörhead, Anthrax, Bathory, The Enemy, Nouvelle Vague. A dalt Madonna sample-ként használta fel a Dress You Up alatt a Sticky & Sweet Tour alatt. A Foo Fighters eljátszotta a dal egy részletét a 2007-es MTV Europe Music Awards átadója alatt.
A dal utolsó része többször szerepel sample-ként Lydon Sex Pistols utáni együttesének, a Public Image Ltd Acid Drops dalában.